# Campanya Militar d'Alemanya del 1813

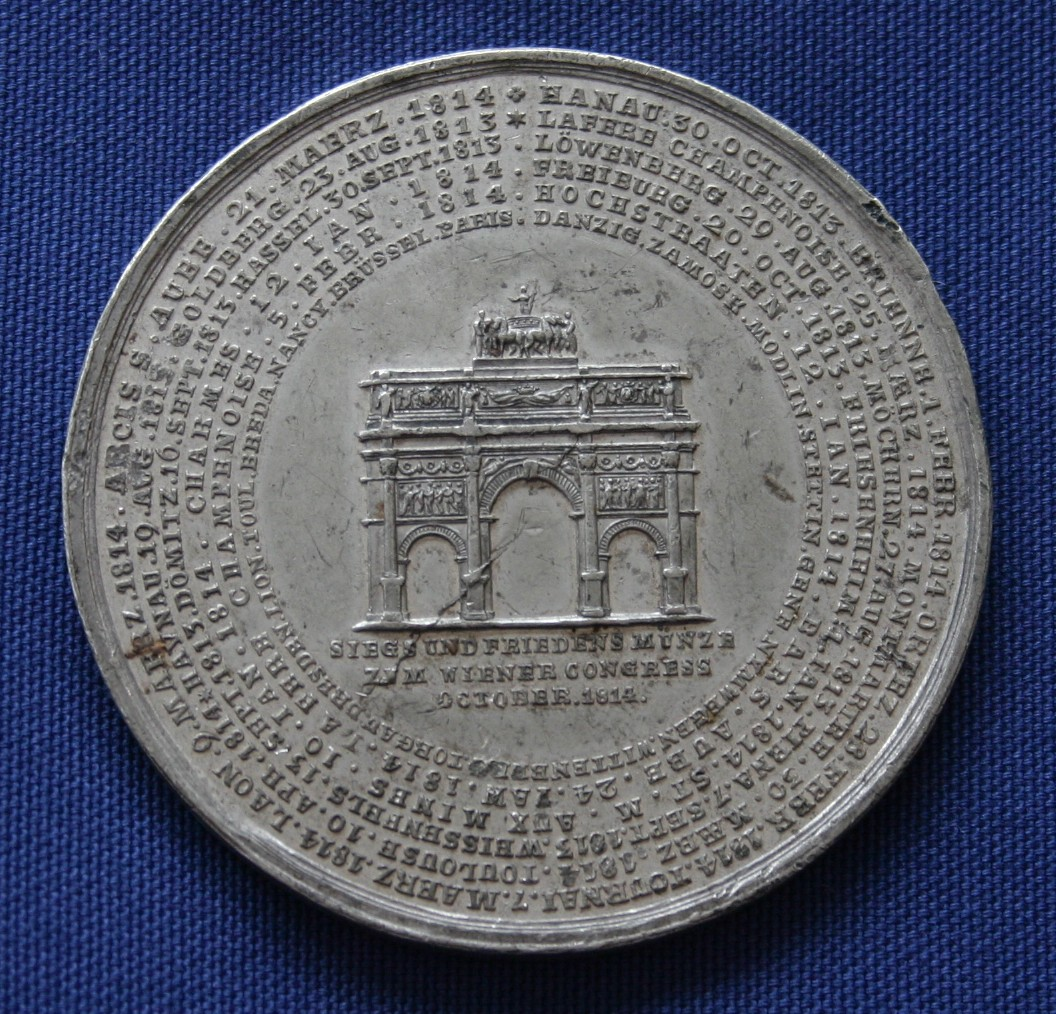
Batalles de la campanya alemanya inscrites en una medalla

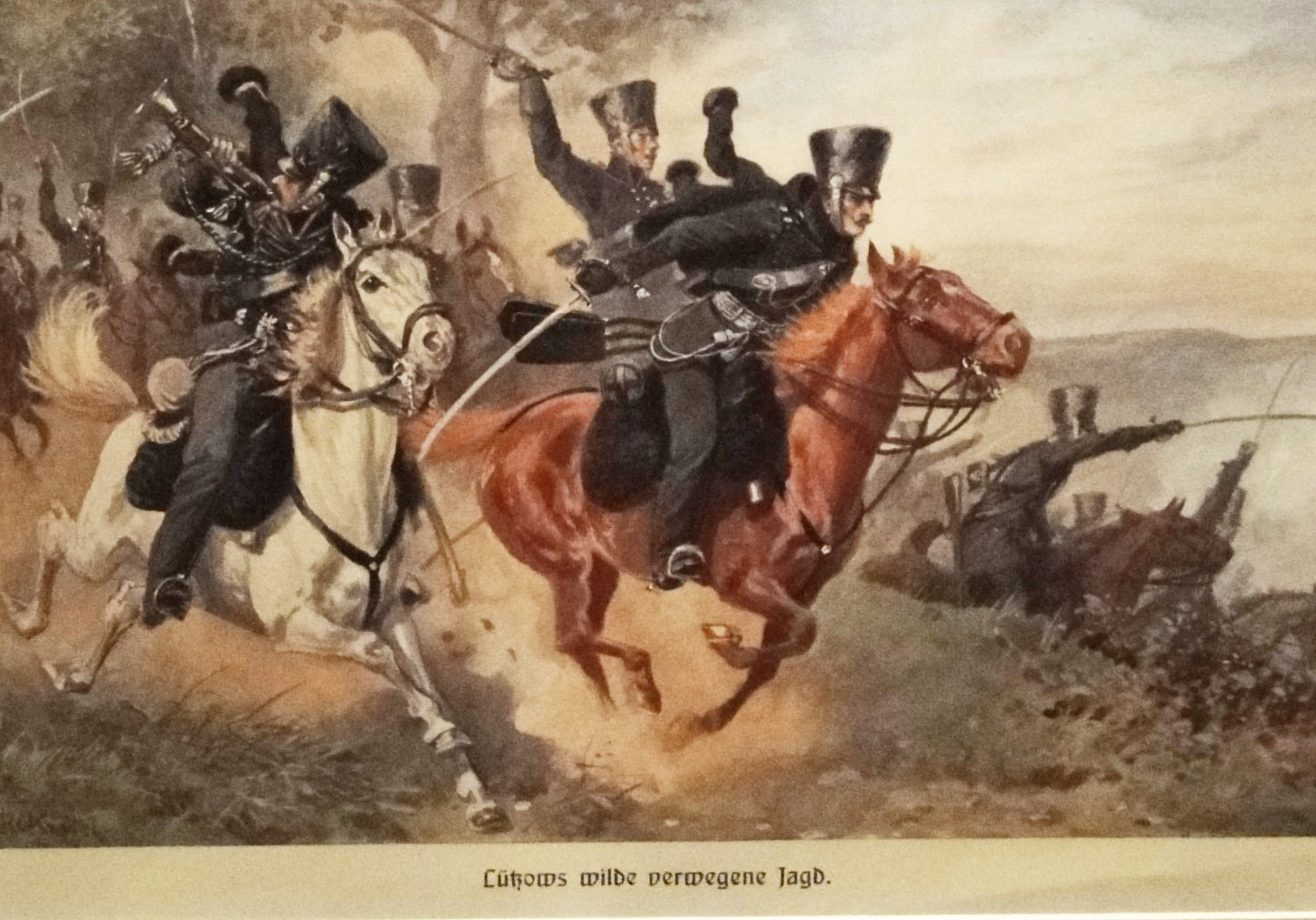
El freikorps de Ludwig Adolf Wilhelm von Lützow en acció

La campanya alemanya (alemany: Befreiungskriege ' Guerres d'Alliberament ') es va combatre el 1813. Els membres de la Sisena Coalició, inclosos els estats alemanys d'Àustria i Prússia, més Rússia i Suècia, van lliurar una sèrie de batalles a Alemanya contra l'emperador francès Napoleó, els seus mariscals i els exèrcits de la Confederació del Rin, una aliança de la majoria dels altres estats alemanys - que va acabar amb la dominació del Primer Imperi Francès.
Després de la devastadora derrota de la Grande Armée de Napoleó a la Invasió francesa de Rússia de 1812, Johann Yorck, el general al comandament dels auxiliars alemanys de la Grande Armée (Hilfskorps) – va declarar un alto el foc amb els russos el 30 de desembre de 1812 mitjançant la Convenció de Tauroggen. Aquest va ser el factor decisiu en l'esclat de la campanya alemanya l'any següent.
La campanya de primavera entre França i la Sisena Coalició va acabar amb una treva d'estiu per l'Armistici de Pleischwitz. Mitjançant el Pla Trachenberg, desenvolupat per Carles XIV Joan durant un període l'alto el foc en la conferència de Trachenberg, els ministres de Prússia, Rússia i Suècia van acordar seguir una única estratègia aliada contra Napoleó. Després del final de l'alto el foc, Àustria finalment es va fer costat a la coalició, frustrant les esperances de Napoleó d'arribar a acords separats amb Àustria i Rússia. La coalició tenia ara una clara superioritat numèrica, que finalment van afectar les forces principals de Napoleó, malgrat els retrocés anteriors com la batalla de Dresden. El punt àlgid de l'estratègia aliada va ser la batalla de Leipzig l'octubre de 1813, que va acabar amb una derrota decisiva per a Napoleó. La Confederació del Rin es va dissoldre després de la batalla amb molts dels seus antics estats membres unint-se a la coalició, trencant el control de Napoleó sobre Alemanya.
Després d'un retard en què es va acordar una nova estratègia, a principis de 1814 la coalició va envair França, coincidint amb la marxa de l'exèrcit britànic del Arthur Wellesley, el duc de Wellington, cap al nord des d'Espanya fins al sud de França. Napoleó es va veure obligat a abdicar i Lluís XVIII va assumir el tron francès. La guerra va acabar formalment amb el Tractat de París el maig de 1814.

## Causes
Des del 1806 escriptors i intel·lectuals com Johann Philipp Palm, Johann Gottlieb Fichte, Ernst Moritz Arndt, Friedrich Ludwig Jahn i Theodor Körner havien estat criticant l'ocupació francesa de bona part d'Alemanya. Van defensar limitacions als prínceps dinàstics d'Alemanya i un esforç conjunt de tots els alemanys, inclosos els prussians i els austríacs, per expulsar els francesos. A partir de 1810, Arndt i Jahn van demanar repetidament a personalitats d'alt rang de la societat prussiana que preparessin aquest aixecament. El mateix Jahn va organitzar la Lliga Alemanya i va fer una gran contribució a la fundació del freikorps de Ludwig Adolf Wilhelm von Lützow.
Fins i tot abans de la campanya alemanya, hi havia hagut aixecaments contra les tropes franceses que ocupaven Alemanya, que havien esclatat a partir de 1806 a Hessen i el 1809 durant la Revolta Tirolesa. Aquests aixecaments es van intensificar el mateix any sota Wilhelm von Dörnberg, l'iniciador i comandant en cap de l'aixecament de Hessen, i el Major Ferdinand Von Schill.

## Successions
Després de la gairebé destrucció de la Grande Armée de Napoleó Bonaparte a Rússia el 1812, Johann Yorck, el general al comandament dels auxiliars alemanys de la Grande Armée (Hilfskorps) de la Confederació del Rin, va declarar un alto el foc amb els russos el 30 de desembre de 1812 a través de la Convenció de Tauroggen.
El 17 de març de 1813, el dia que Alexandre I de Rússia va arribar al campament de Frederic Guillem III de Prússia, Prússia va declarar la guerra a França. El 20 de març de 1813, El diari Schlesische privilegierte Zeitung va publicar el discurs de Frederic titulat An Mein Volk (al meu poble), pronunciat el 17 de març i demanant una guerra d'alliberament. A més de les unitats prussianes recentment formades, Els combats inicials es van dur a terme per voluntaris com les tropes voluntàries alemanyes, les unitats de caçadors, els freikorps, i les tropes russes, (des de l'estiu de 1813 en endavant) sueques sota el príncep hereu Carles Joan, que havia estat l'antic mariscal francès Jean-Baptiste Bernadotte, i austríeques sota el mariscal de Camp Carles Felip de Schwarzenberg. Ja ocupat amb el manteniment de la supremacia naval i la lluita a la Guerra Del Francès, Gran Bretanya no va prendre cap part directa en la campanya alemanya, tot i que va enviar subsidis per donar-li suport. Una sola bateria de coets congreave comandada pel Capità Richard Bogue va participar en la campanya de 1813. Va ser assassinat A Leipzig.

## La Guerra d'Alliberament
La Convenció de Tauroggen es va convertir en el punt de partida de La regeneració de Prússia. A mesura que es va estendre la notícia de la destrucció de La Corda Del Gran Braç i l'aparició d'innombrables endarrerits va convèncer el poble Prussià de la realitat del desastre, va esclatar l'esperit generat per anys de dominació francesa. de moment, el rei i els seus ministres es trobaven en una posició d'angoixa més gran, perquè coneixien massa bé els recursos de França i la versatilitat sense límits del seu arxienemic per imaginar que la fi dels seus patiments encara era a la vista. Renegar dels actes i desitjos de l'exèrcit i de les societats secretes de defensa amb les quals Tota Alemanya del nord estava dividida seria posar en perill l'existència mateixa de la monarquia, mentre que un atac contra les restes Del Gran Braç de La Corda significava la certesa d'una terrible retribució dels nous exèrcits francesos que es formaven ràpidament al Rin.
Però els russos i els soldats estaven decidits a continuar la campanya i, treballant en connivència, pressionaven els representants del poder civil, no desitjosos, perquè facilitessin el subministrament i l'equipament de les tropes que encara estaven al camp; no podien rebutjar menjar i refugi als seus compatriotes famolencs o als seus aliats lleials, i així, a poc a poc, les guarnicions franceses escampades pel país es van trobar envoltades o es van veure obligades a retirar-se per evitar aquest destí. Així va succeir que el príncep Eugeni de Beauharnais, virrei d'Itàlia, es va sentir obligat a retirar-se de les posicions que Napoleó li va ordenar mantenir a tota costa fins a la seva avançada posició a Posen, on uns 14.000 homes s'havien reunit gradualment al seu voltant, i a retirar-se. pas a pas fins a Magdeburg, on va trobar reforços i va manar tot el curs del baix Elba.

## Els preparatius de Napoleó

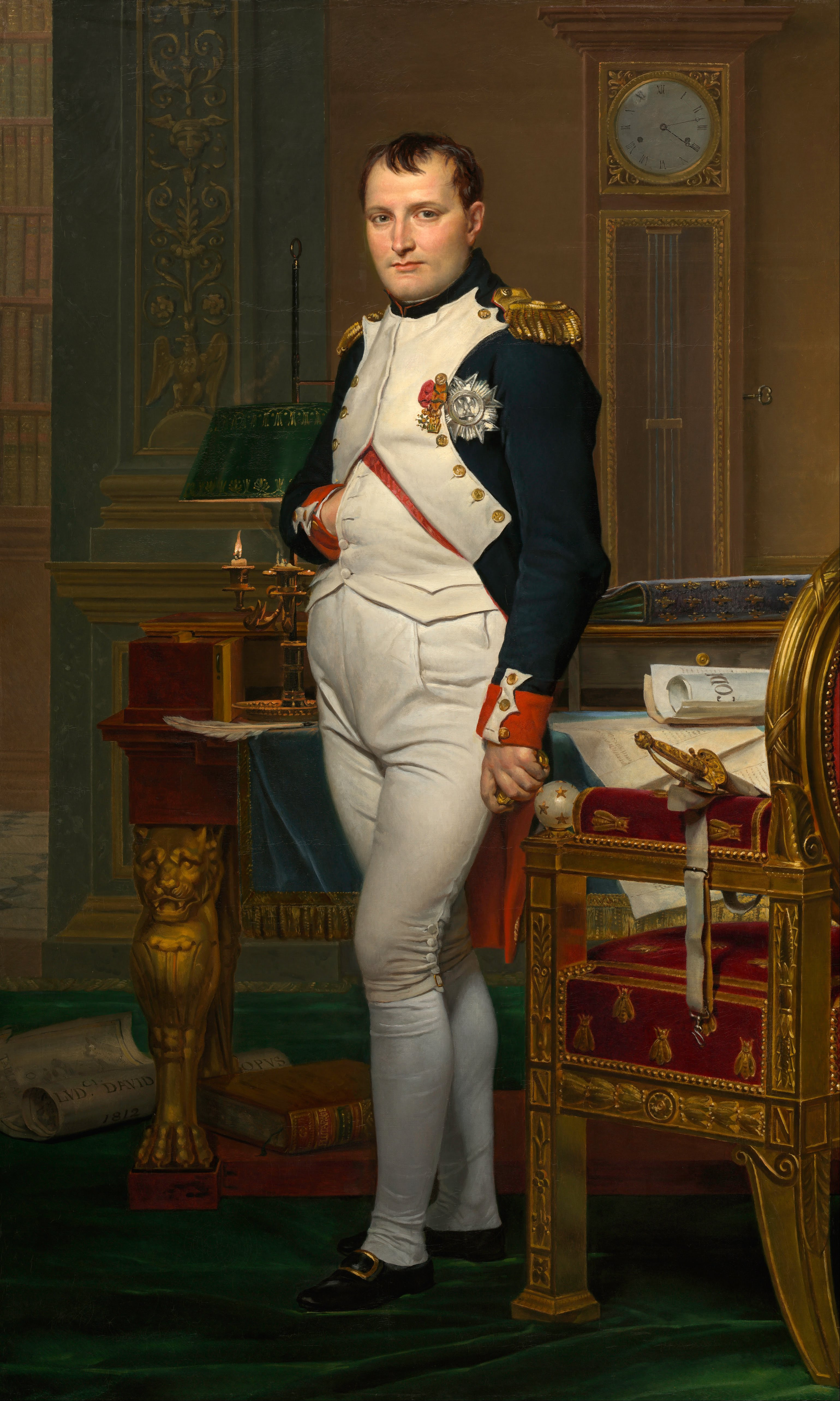
Napoleó el 1812. Pintura de Jacques-Louis David.

Mentrestant, a París, Napoleó havia anat aixecant i organitzant un nou exèrcit per a la reconquesta de Prússia. Gràcies al fet d'haver obligat els seus aliats a lluitar per ell, encara no s'havia aprofitat molt dels recursos de lluita de França. També havia creat entre 1811 i 1812  nova Guàrdia Nacional, organitzada en cohorts per distingir-la de l'exèrcit regular, i només per a la defensa de l'interior, i aquestes, per una hàbil apel·lació al seu patriotisme i la pressió judiciosa aplicada a través dels prefectes, es van convertir en un dipòsit útil d'homes mig entrenats per als nous batallons de l'exèrcit actiu. També es van fer impostos amb rigorositat als estats de la Confederació del Rin, i fins i tot Itàlia va ser cridada per nous sacrificis. D'aquesta manera a finals de març, 200.000 homes es desplaçaven cap a l'Elba,  i durant la primera quinzena d'abril, estaven degudament concentrats en l'angle format per l'Elba i la Saale, amenaçant d'una banda. Berlín i de l'altra, Dresden i l'est.

## Campanya Militar de primavera

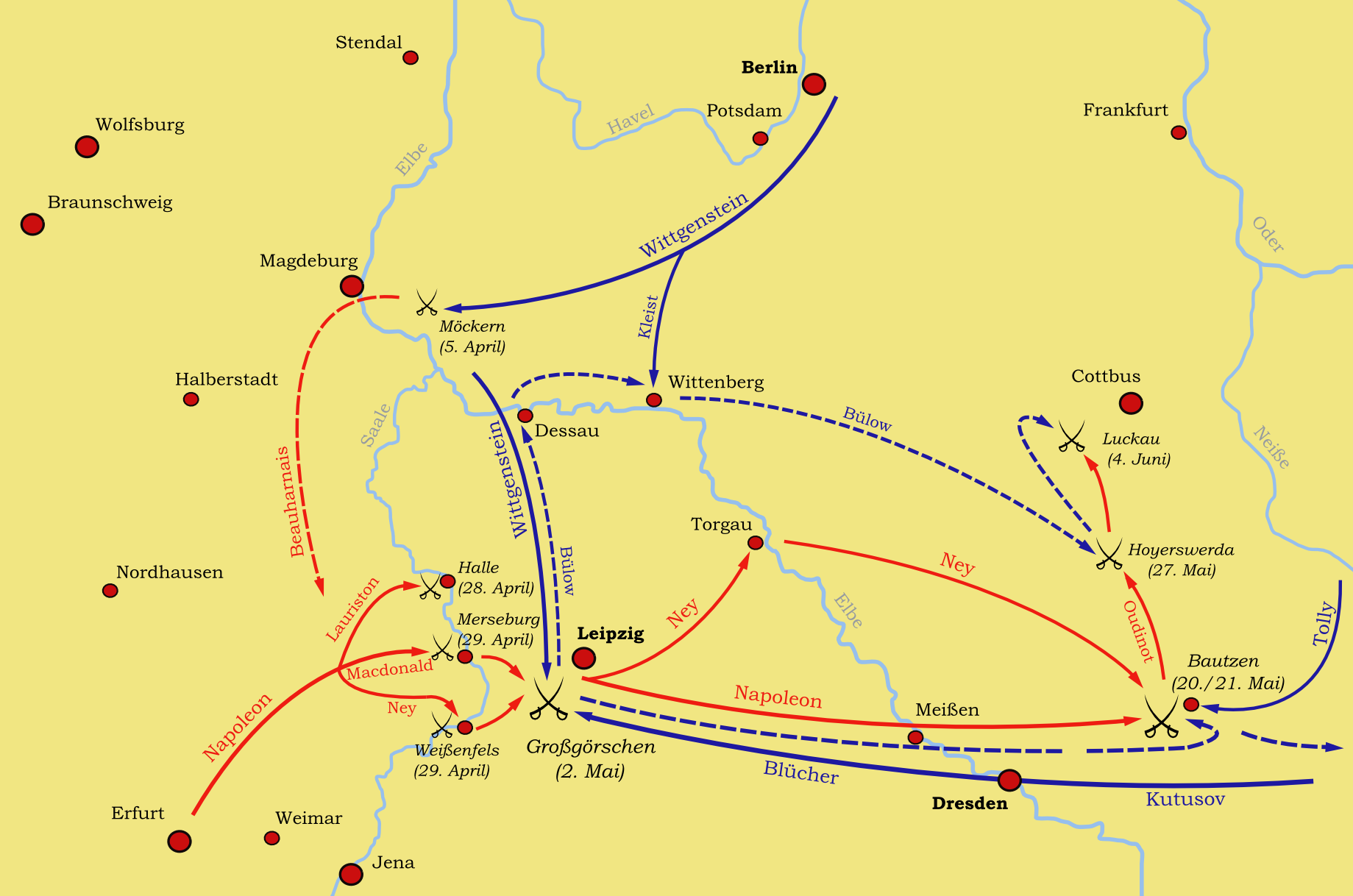
Mapa de la campanya de primavera

La coalició, conscient de l'enfortiment gradual de les forces enemigues però encara incapaços de posar més de 200.000 en el camp de batalla, havia deixat un petit cos d'observació enfront de Magdeburg i al Llarg de L'Elba per donar avís oportú d'un avanç cap A Berlín; i amb el gruix de les seves forces havent pres posició prop de Dresden, des d'on havien decidit marxar pel curs de l'Elba i arrossegar els francesos de dreta a esquerra. Tots dos exèrcits estaven proveïts d'informació de manera molt indiferent, ja que tots dos no tenien cap cavalleria regular fiable capaç de perforar la pantalla dels llocs avançats amb els quals cadascun s'esforçava per ocultar la seva disposició, i Napoleó, que operava en territori majoritàriament hostil, va patir més en aquest sentit que els seus adversaris.
El 25 d'abril, Napoleó va arribar a Erfurt i va assumir el comandament. Aquell mateix dia, les seves tropes es van situar en les següents posicions. Eugène, amb els cossos del mariscal Jacques MacDonald i els generals Jacques Lauriston i Jean Reynier a la baixa Saale, el mariscal Michel Ney davant de Weimar, sostenint el desfilat de Kösen ; la Guàrdia Imperial a Erfurt, el mariscal Auguste Marmont a Gotha, el general Henri Bertrand a Saalfeld i el mariscal Nicolas Charles Oudinot a Coburg, i durant els dies següents el conjunt es va posar en marxa cap a Merseburg i Leipzig, en l'ara estereotipat ordre napoleònic. una forta guàrdia avançada de tots els braços al capdavant, la resta, aproximadament dos terços del conjunt, seguint com a "massa de maniobra", aquesta vegada, a causa de la cobertura que ofereix l'Elba a l'esquerra, a la part posterior dreta de l'avançat. guàrdia.
Mentrestant, els prussians i els russos havien concentrat tots els homes disponibles i es desplaçaven en una línia gairebé paral·lela, però una mica al sud de la direcció presa pels francesos. L'1 de maig, Napoleó i l'avantguarda van entrar a Lützen. El general rus Peter Wittgenstein, que ara comandava els aliats de la Coalició en lloc del mariscal de camp Mikhail Kutuzov, escoltat de la seva aproximació, havia decidit atacar l'avantguarda francesa, que creia erròniament que era tota la seva força, al seu flanc dret, i durant el matí havia reunit el gruix de les seves forces a la seva dreta als voltants de Gross-Görschen i Kaya.

### Batalla de Lützen

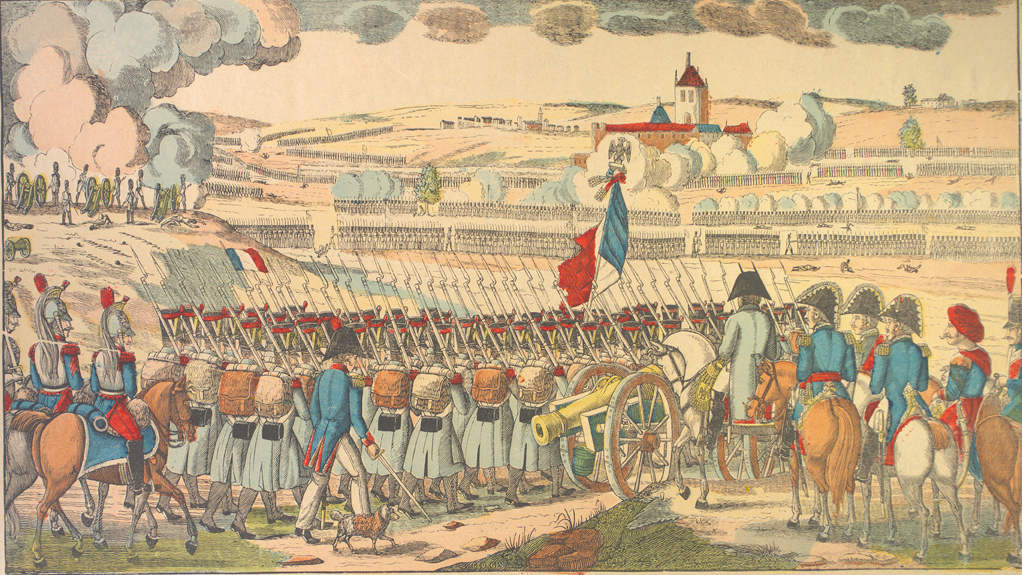
La batalla de Lützen

Al voltant de les 09: 00 del 2 de Maig, va començar el seu atac contra l'avantguarda francesa a L Outzen, mentre que la resta del seu exèrcit es dirigia contra La rereguarda i la dreta de Napoleó. de la mateixa manera que aquests últims s'allunyaven dels caps del cos principal francès van aparèixer de sobte i, a les 11:00, napoleó, que es trobava a prop del Monument de Gustavus Adolphus al camp de L Outzen, va sentir el rugit d'un pesat canó a la seva rereguarda dreta. Es va adonar de la situació en un moment, va galopar cap a l'escena i, alhora, va agrupar les seves forces per a una acció decisiva: el do en què era suprem. Deixant les tropes capdavanteres per rebutjar el millor possible l'atac furiós Dels Prussians i Russos, i preocupant-se poc de si van perdre terreny, ràpidament va organitzar per al seu propi control una batalla-reserva. Finalment, quan els dos bàndols estaven esgotats pels seus esforços, va enviar cap endavant prop d'un centenar de canons que van trencar la línia enemiga amb caseshot i van fer marxar la seva reserva a través de la bretxa. Si hagués tingut una força de cavalleria adequada, la victòria hauria estat decisiva. Tal com era, la coalició es va retirar en bon ordre i els francesos estaven massa esgotats per a una persecució.

### Batalla de Bautzen

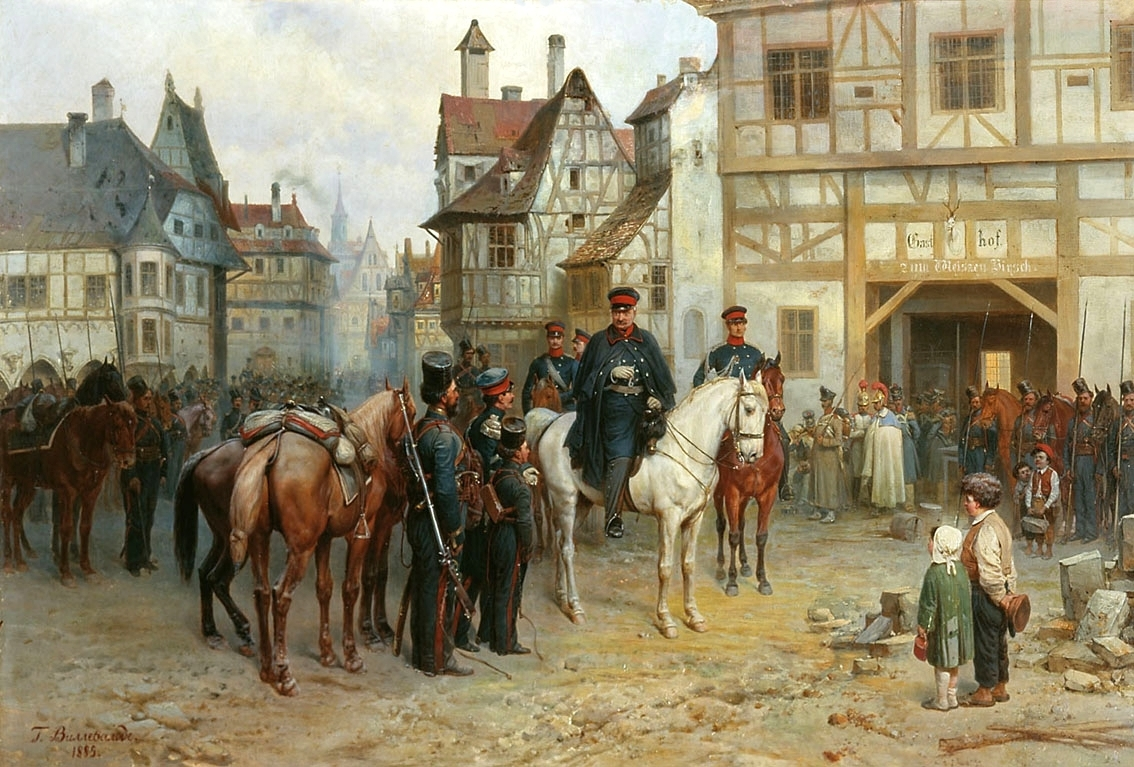
El general Gebhard Leberecht von Blücher i els cosacs a Bautzen, 1813

Tan aviat com va ser possible, l'exèrcit va continuar en la seva persecució, Ney va ser enviat a través de l'Elba per canviar la posició dels aliats de la Coalició a Dresden. Aquesta amenaça va obligar aquest darrer a evacuar la població i retirar-se per l'Elba, després de fer volar el pont de pedra que creua el riu. Napoleó va entrar amb força a la ciutat sobre els talons, però el pont trencat va provocar un retard de quatre dies, ja que no hi havia trens pontons amb l'exèrcit. Finalment, el 18 de maig, la marxa es va renovar, però els aliats de la Coalició havien continuat la seva retirada de manera pausada, recollint reforços per cert. Arribats a la línia de la Spree, van prendre i fortificar una posició molt formidable al voltant de Bautzen. Aquí, el 20 de maig, van ser atacats, i després d'una batalla de dos dies els va desallotjar per Napoleó; però la feblesa de la cavalleria francesa va condicionar tant la forma de l'atac, menys efectiu del que és habitual, com els resultats de la victòria, extremadament minsos.
Els aliats de La Coalició van trencar l'acció al seu moment i es van retirar en tan bon ordre que Napoleó no va aconseguir capturar ni un sol trofeu com a prova de la seva victòria. La fugida de l'enemic el va molestar molt, l'absència d'armes capturades i presoners li va recordar massa les seves experiències russes, i va redoblar les seves demandes als comandants del seu cos per obtenir un major vigor en la persecució. Això va portar a aquests últims a tirar endavant sense tenir en compte les precaucions tàctiques, i El Bl Ucher es va aprofitar de la seva negligència quan a la batalla de Haynau (26 de maig), amb una vintena d'esquadrons de Cavalleria, va sorprendre, va sobrepassar i gairebé va destruir la divisió del General Nicolas Maison. La pèrdua material infligida als francesos no va ser molt gran, però el seu efecte en elevar la moral de la cavalleria prussiana i augmentar la seva confiança en el seu antic comandant va ser enorme.

### Les ocupacions d'Hamburg
Mentrestant, el 19 de Maig de 1813, un cos suec de 15.000 Homes va ocupar Hamburg sense ordres de Bernadotte, després d'una declaració danesa que mantindria La ciutat Per Napoleó, vinculant irrevocablement Dinamarca a França, una acció que garantiria la plena cooperació sueca al Nord D'Alemanya. L'ocupació sueca d'Hamburg va ser una bona notícia per als Aliats, en la mesura que tenir un ric centre de finances va ser un cop contra Napoleó. No obstant Això, Els recels inicials de Bernadotte a estendre les seves tropes tan lluny de les línies Aliades es van validar quan El Mariscal Davout es va apropar A Hamburg amb una gran força francesa de 35.000 homes, amb la intenció de recuperar la ciutat. Els Suecs es van retirar silenciosament el 26 de Maig I Davout ocuparia la ciutat fins després de L'abdicació de Napoleó el 1814. Seria l'última gran acció de la primavera abans de l'Armistici D'Osvisz.

## Campanya Militar de tardor
Tan bon punt s'havia acordat una suspensió d'armes (fins al 15 d'agost), Napoleó es va afanyar a retirar les seves tropes de la perillosa posició que ocupaven en referència als passos que conduïen a les muntanyes des de Bohèmia, perquè no tenia cap dubte ara que Àustria era també per ser considerat com un enemic. Finalment va decidir agrupar el seu cos al voltant de Gölitz i Bautzen on podien trobar-se amb l'enemic que avançava des de Breslau o caure sobre el seu flanc sobre les muntanyes si intentaven entrar a Saxònia per la vall de l'Elba. Aquesta darrera maniobra depenia, però, del seu manteniment de Dresden, i amb aquesta finalitat va enviar el I Cos amunt de l'Elba fins a Pirna i Königstein per cobrir les fortificacions de la mateixa Dresden. Les seves instruccions sobre aquest punt mereixen l'estudi més detallat, ja que va preveure l'atracció inevitable que un campament arrelat complet exerciria fins i tot sobre ell mateix, i, per tant, va limitar els seus enginyers a la construcció d'un fort cap de pont al marge dret i un enceinte continu., trencat només per buits per al contraatac, al voltant del mateix poble.
Aleshores Napoleó va dirigir la seva atenció al pla per a la campanya vinent. En veure clarament que la seva manca d'una cavalleria eficient excloïa totes les idees d'una ofensiva decidida al seu antic estil, va decidir limitar-se a la defensa de la línia de l'Elba, fent tan sols tirades d'uns quants dies a qualsevol objectiu que l'enemic pogués. present.
Els reforços havien anat arribant sense parar i A principis d'agost Napoleó va calcular que tindria 300.000 homes disponibles al Voltant de Bautzen i 100.000 al Llarg de L'Elba des D'Hamburg passant Per Magdeburg fins A Torgau. Amb aquest últim va decidir donar el primer cop, mitjançant un avanç concèntric sobre Berlín (que va calcular que aconseguiria el 4t o 5è dia), continuant el moviment per sortir de Les guarnicions franceses a Ermstrin, Stettin i Danzig. L'efecte moral, es va prometre a si mateix, seria prodigiós, i no hi havia lloc ni menjar per a aquests 100.000 en altres llocs.
Cap al final de L'armistici, Napoleó va conèixer La situació general dels aliats de La Coalició. El Príncep Hereu de Suècia, Carles Joan, Abans Mariscal Jean Baptiste Jules Bernadotte, amb els Seus Suecs, un cos rus, un contingent alemany Del Nord de 10.000, dos cossos Prussians i diversos gravàmens Prussians, 135.000 en total, es trobaven A Berlín i Als voltants; i coneixent bé el seu antic mariscal, Napoleó considerava Oudinot un partit per a ell. Bl ucher, amb uns 95.000 Russos i Russos, es trobava a Breslau, i Bl ucherberg, amb prop de 180.000 Austríacs i Russos, es trobava a Bohèmia. En la seva posició A Bautzen se sentia igual a totes les combinacions dels seus enemics.

### Batalla de Dresden

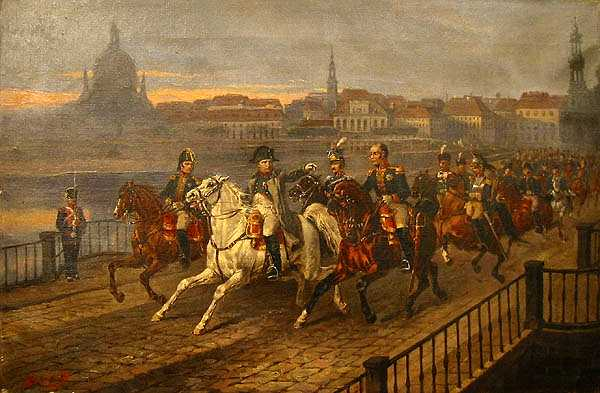
Napoleó creuant l'Elba de Józef Brodowski (1895)

L'avanç Cap A Berlín va començar puntualment amb l'expiració de l'armistici. No obstant Això, Napoleó, al comandament del principal exèrcit francès, va esperar per veure més clarament els plans dels seus adversaris. Finalment, impacient, va avançar una part del seu exèrcit cap A Bl Richer, que es va retirar per atraure'l en una trampa. Llavors la notícia va arribar a Napoleó que estava pressionant per la vall de l'Elba, i, deixant Macdonald per observar Bl Richer, es va precipitar de tornada a Bautzen per disposar les seves tropes a creuar Les muntanyes de Bohèmia en direcció General de Rugnigstein, un cop que devia haver tingut resultats decisius. Però les notícies de Dresden van ser tan alarmants que en l'últim moment va canviar d'opinió i, enviant vandamme sol per les muntanyes, es va afanyar amb tot el seu exèrcit fins al punt amenaçat. Aquesta marxa segueix sent una de les més extraordinàries de la història, ja que el gruix de les seves forces es van desplaçar, principalment en massa i a través del país, 90 milles (140 quilòmetres) en 72 hores, entrant A Dresden el matí del 27 d'agost, només unes hores abans que comencés l'atac dels aliats de La Coalició.

### Derrotes franceses

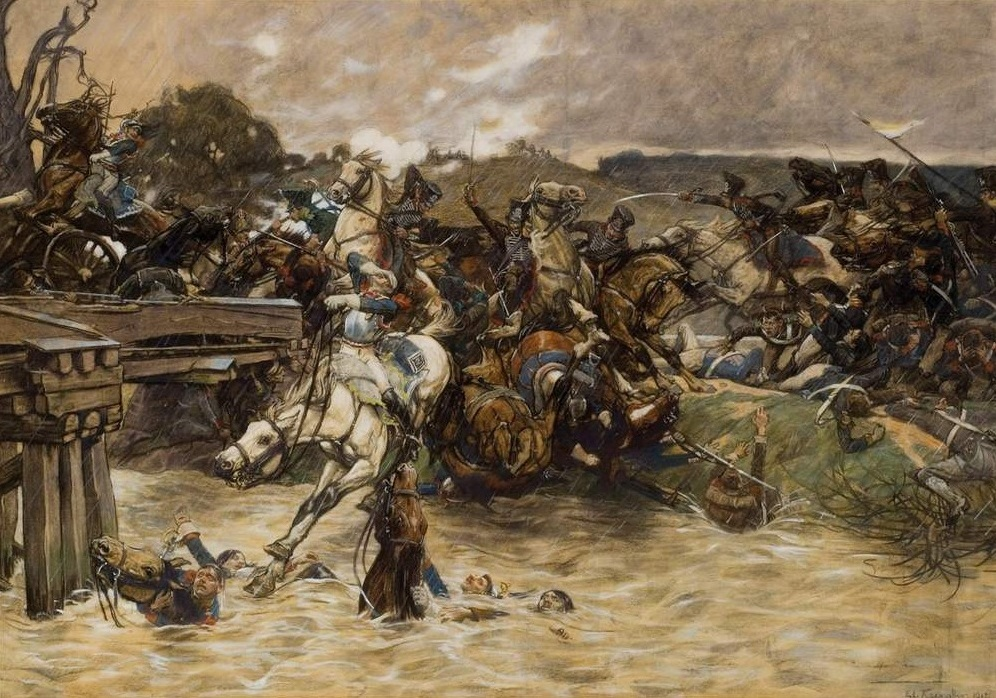
La batalla del Katzbach, d'Eduard Kaempffer

Els aliats de La Coalició, però, van continuar retirant-se, i per desgràcia per als francesos, Vandamme, amb el seu cos únic i sense suport, sortit de les muntanyes pel seu flanc, es va llançar a través de la seva línia de retirada prop de Cúmul, i va ser completament aclaparat pel gran pes dels nombres (Batalla de Cúmul, 29 d'agost). Malgrat aquesta desgràcia, napoleó podia reclamar un èxit brillant per a ell mateix, però gairebé al mateix moment li va arribar la notícia que Oudinot havia estat severament derrotat A La Batalla de Grossbeeren (23 d'agost) prop de Berlín per Bernadotte, igual Que Macdonald A La Batalla de Qatzbach (26 d'agost) per Bl Richer.

### Moviments de Napoleó
Durant els dos dies Següents, Napoleó va examinar la seva situació i va dictar una sèrie de notes que han estat un trencaclosques per a tots els pensadors estratègics des d'aleshores. En aquests, sembla que de sobte ha apartat de tots els principis la veritat dels quals ell mateix havia demostrat tan brillantment, en ells considera plans basats en hipòtesis, no en coneixements, i en la importància dels punts geogràfics sense referència a l'exèrcit de camp de l'enemic.

Blücher, però, en sentir l'arribada de Napoleó, es va retirar immediatament i Napoleó el va seguir, descobrint els passos sobre Les muntanyes de Bohèmia, un fet del qual Va aprofitar ràpidament. En assabentar-se del seu enfocament, Napoleó es va retirar de Nou a Bautzen.
Aleshores, en sentir que Els Austríacs havien marxat en contra i es dirigien de Nou cap A Dresden, Napoleó es va afanyar a tornar-hi, va concentrar tants homes com es pogués manejar convenientment i va avançar més enllà de Pirna i Ubnigstein per trobar-se amb ell. Però Els Austríacs no tenien cap intenció d'atacar-lo, ja que el temps treballava al seu costat i, deixant els seus homes a morir de fam al districte esgotat, Napoleó va tornar de nou a Dresden, on durant la resta del mes va romandre en un estat extraordinari de vacil.lació. El 4 d'octubre va tornar a redactar una revisió de la situació, en la qual aparentment contemplava renunciar a les seves comunicacions Amb França i passar l'hivern A Dresden i els seus voltants, tot i que al mateix temps és conscient de l'angoixa entre els seus homes per falta de menjar.

### Campanya Militar de Leipzig
Mentrestant, Blücher, Schwarzenberg i Bernadotte treballaven al voltant dels flancs de Napoleó. Ney, que s'havia unit a Oudinot després de Grossbeeren, va ser derrotat en la batalla de Dennewitz (6 de setembre) per l'Exèrcit del Nord de Bernadotte, amb les tropes prussianes fent la majoria dels combats fins al final de la batalla, quan les tropes sueques i russes van arribar i van derrotar. el francès. de sobte, els plans de Napoleó es van tornar a revisar i es van canviar completament. Trucant a St Cyr, a qui ja havia advertit que es quedés a Dresden amb el seu comandament, va decidir retrocedir cap a Erfurt i anar als barris d'hivern entre aquell lloc i Magdeburg, assenyalant que Dresden no li servia de base com a base. i que si tingués una batalla, seria molt millor tenir amb ell Sant Cir i els seus homes que a Dresden.
El 7 d'octubre Napoleó va elaborar un pla final, en el qual hom reconeix de nou a l'antic comandant, i aquest va procedir immediatament a executar-lo, ja que ara era bastant conscient del perill que amenaçava la seva línia de retirada tant de Bl Richer Com de L'Exèrcit Del Nord; no obstant això, només unes poques hores després la part de l'orde relativa a St Cyr I Lobau va ser suspesa i els dos van quedar finalment enrere a Dresden. Del 10 al 13 d'octubre dama de Napoleó A Düben, de nou presa de la irresolució més extraordinària, però aquell dia va pensar que veia la seva oportunitat. Bl ucher va ser informat prop de Leipzig, i Es movia lentament al sud de Leipzig. L'Exèrcit Del Nord sota Bernadotte, desconegut Per Napoleó, es trobava a l'esquerra de Bl Uchcher al voltant de Halle.
Napoleó decidí llançar la major part d'aquesta força sobre Blicher, i després d'haver-lo derrotat, girà cap al sud i interrompé les seves comunicacions amb Bohèmia. La seva concentració es va veure afectada amb la seva habitual seguretat i celeritat, però Mentre els francesos avançaven, El Bl Richer marxava cap a la seva dreta, indiferent a les seves comunicacions, ja que Tota Prússia estava darrere seu.
Aquest moviment el 14 d'octubre el va posar en contacte Amb Bernadotte, i ara una sola marxa cap endavant dels tres exèrcits hauria aïllat absolutament Napoleó de França; Però Els nervis de Bernadotte li van fallar, ja que en assabentar-Se de L'amenaça de Napoleó contra Gneisenau va decidir retirar-se cap al nord, i no totes les conviccions de Bl Richer i Gneisenau el van poder moure. Així, si el moviment francès acabava momentàniament amb un cop a l'aire, era indirectament la causa de la seva salvació definitiva.

## Conseqüències

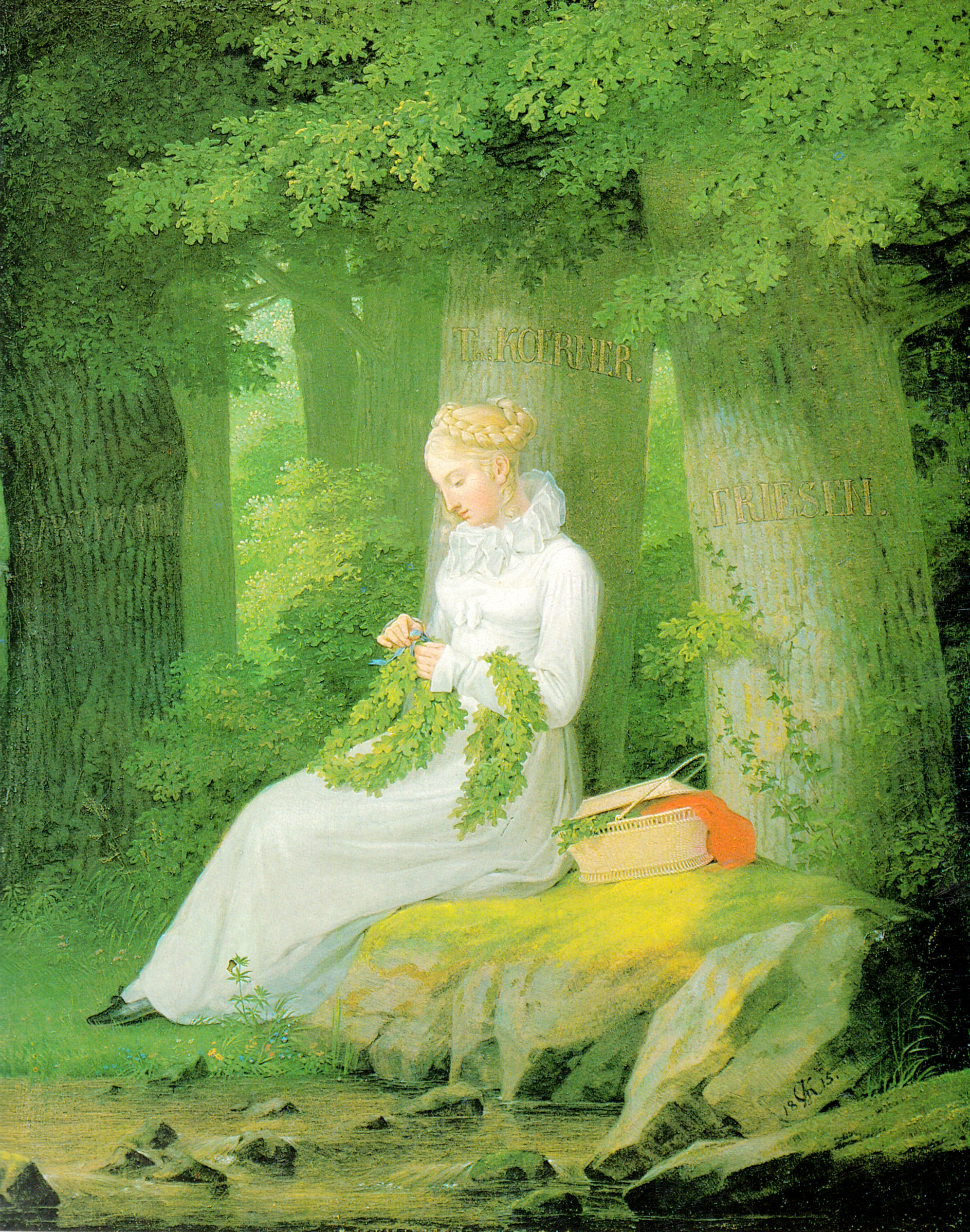
The Wreath Maker : una pintura de Georg Friedrich Kersting que simbolitza la memòria dels caiguts, els noms dels quals estan inscrits als troncs dels roures.

Quan l'última de les tropes franceses va creuar El Rin de nou a França, els consells dividits van fer la seva aparició a la seu de la coalició. Tothom estava cansat de la guerra i molts sentien que no seria prudent empènyer Napoleó i la nació francesa a l'extrem. Per tant, va sorgir una aturada prolongada, utilitzada per les tropes per renovar el seu equipament, etc., però finalment el jove partit alemany, dirigit Pel Bl Richer i els principals combatents de l'exèrcit, va triomfar, i a principis de 1814 la coalició va envair França.
La campanya militar va acabar amb el període francès (Franzosenzeit) A Alemanya i va fomentar un nou sentit d'unitat i nacionalisme alemany. També va marcar la sortida de Suècia com a jugador en els assumptes alemanys després de 175 anys, ja que Suècia va cedir La pomerània sueca A Prússia pel seu reconeixement del Tractat de Suècia (incloent La Unió de Suècia i Noruega) i 500.000 dòlars. La Confederació alemanya, formada al Congrés de Viena el 1815, va ser un precursor del modern estat nació alemany, que, tanmateix, només es va realitzar més de mig segle després sota el lideratge Prussià, amb l'exclusió D'Àustria, inclosos Els Alemanys als Sudets de Bohèmia. La imatge popular de la campanya A Alemanya va ser modelada per la memòria cultural dels seus veterans, especialment els nombrosos estudiants que es van oferir voluntaris per lluitar als freikorps i altres unitats que més tard van ascendir a alts càrrecs en els àmbits militar i polític. El 1913 es va produir un nou auge en el record de la guerra, en el centenari del seu esclat.